# Parargeia ornata
Parargeia ornata är en kräftdjursart som beskrevs av Hansen 1897. Parargeia ornata ingår i släktet Parargeia och familjen Bopyridae. Inga underarter finns listade i Catalogue of Life.